# Alexandra de Saxònia-Altenburg

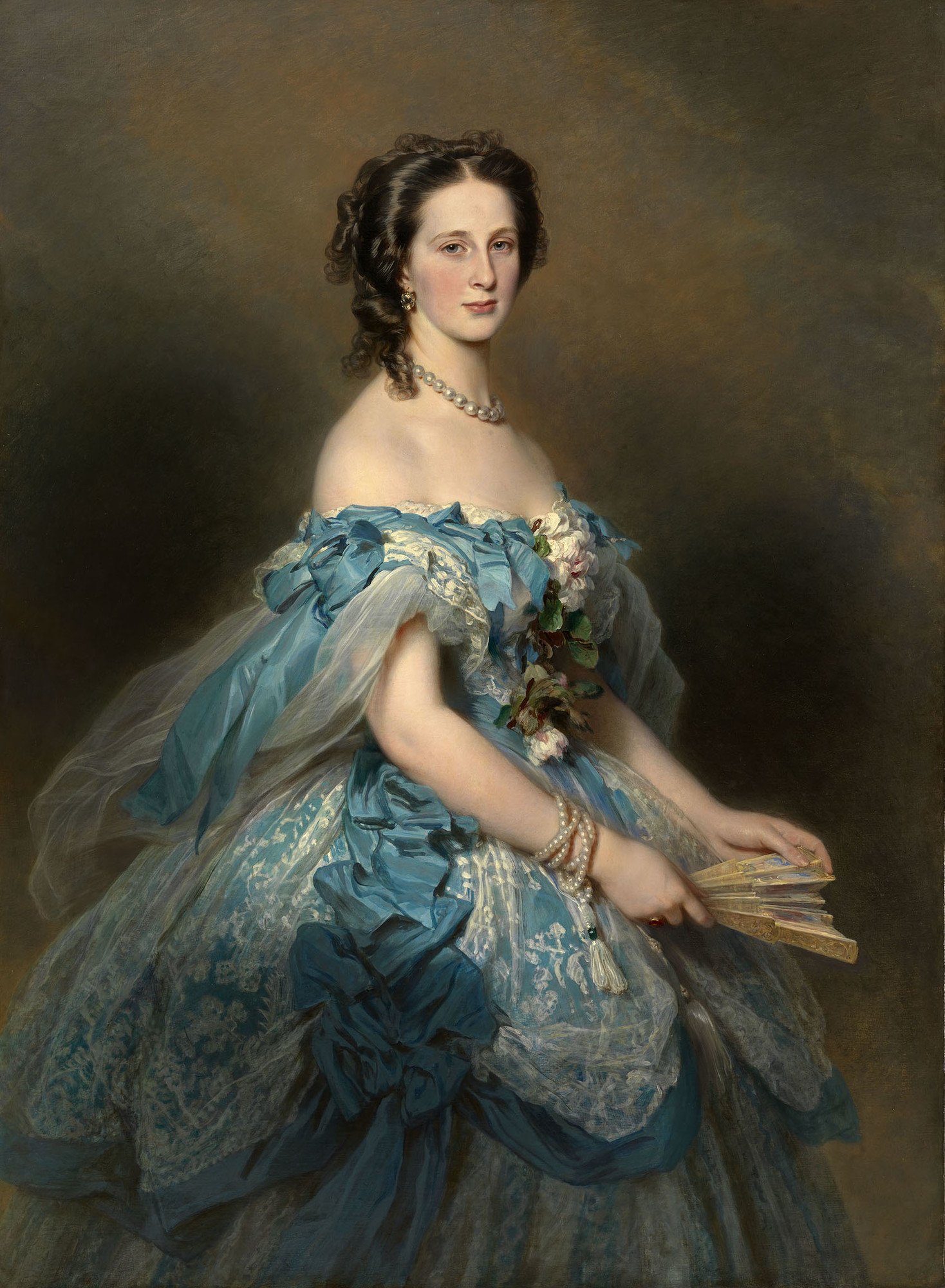
Alexandra de Saxònia-Altenburg

Alexandra de Saxònia-Altenburg, gran duquessa de Rússia (Altenburg 1830 - Sant Petersburg 1911). Princesa de Saxònia-Altenburg amb el tractament d'altesa que es maridà en el si de la casa imperial de Rússia.
Nascuda el dia 8 de juliol de l'any 1830 a la localitat d'Altenburg, capital del Ducat de Saxònia-Altenburg, essent filla del duc Josep I de Saxònia-Altenburg i de la duquessa Amàlia de Württemberg. Alexandra era neta per via paterna del duc Frederic I de Saxònia-Altenburg i de la duquessa Carlota de Mecklenburg-Strelitz; mentre que per via materna ho era del príncep Lluís de Württemberg i de la princesa Enriqueta de Nassau-Weilburg.
L'11 de setembre de 1848 es casà amb el gran duc Constantí de Rússia, fill del tsar Nicolau I de Rússia i de la princesa Carlota de Prússia, a la ciutat de Sant Petersburg. La parella tingué sis fills:
- SAI el gran duc Nicolau de Rússia nascut el 1850 a Sant Petersburg i mort el 1918 a Taixkent. Es casà morganàticament amb Nadezhda Alexandrovna Dreyer.

- SAI la gran duquessa Olga de Rússia nascuda el 1851 a Pavlovsk i morta el 1926 a Pau França. Es casà amb el rei Jordi I de Grècia.

- SAI la gran duquessa Vera de Rússia nascuda el 1854 a Pavlovsk i morta el 1912 a Stuttgart. Es casà amb el duc Eugeni de Württemberg.

- SAI el gran duc Constantí "KR" de Rússia nascut el 1857 a Pavlovsk i mort el 1915 a Sant Petersburg. Es casà amb la princesa Elisabet de Saxònia-Altenburg.

- SAI el gran duc Demetri de Rússia nascut el 1860 a Strelna i executat l'any 1919 a la fortalesa de Sant Pere i de Sant Pau a Moscou.

- SAI el gran duc Venceslau de Rússia nascut el 1862 a Sant Petersburg i mort el 1879.

La família del gran duc Constantí habità el famós Pavlovsk, als afores de Sant Petersburg. Els Constantinovitx formaren una de les branques més cultes i intel·lectuals de la cort dels tsars en part gràcies als múltiples interessos culturals, literàris, musicals i artístics de la princesa Alexandra.
Alexandra de Saxònia-Altenburg morí el dia 6 de juliol de 1911 a la ciutat de Sant Petersburg.